# BeiBen Truck
BeiBen Truck (Baotou BeiBen Heavy-Duty Truck Co) — китайский производитель крупнотоннажных грузовых автомобилей, основанный в 1988 году. Является дочерней компанией Norinco.

## История
Компания BeiBen Truck была основана в 1988 году, после подписания соглашения с Daimler-Benz о производстве грузовых автомобилей Mercedes-Benz. Немецкая компания поставляла комплектующие CKD для организации сборки автомобилей. К 2010 году компания выпускала 40000 автомобилей в год.
Компания BeiBen Axle выпускает лицензионные оси Mercedes-Benz для крупногабаритных автомобилей: HL-7/HD-7 с планетарными редукторами и рулевые VL-4.
В 2012 году подразделения BeiBen Truck были открыты в Южной Африке и Эфиопии. В Пакистане выпускаются Prime Mover V3.
В 2014 году на выставке IAA в Ганновере компания ZF Friedrichshafen AG представила седельный тягач BeiBen V3 с одноимённой трансмиссией. С того же года автомобили, соответствующие стандарту Евро-5, поставляются в Сингапур и Гонконг.
В апреле 2018 года компания BeiBen Truck представила первые автомобили, соответствующие стандарту Евро-6. Они поставляются в Сингапур.
C 2023 года компания BeiBen Truck поставляет автомобили в Россию, компания представлена официальным дистрибьютором ООО "БейбенТракРус". Планируется, что к 2024 году автомобили BeiBen Truck займут порядка 10-15 % доли рынка крупногабаритных автомобилей.

## Модельный ряд
- BeiBen V3.
- BeiBen ND80.
- ND80B.
- BeiBen KK (карьерный самосвал).
- Tiema.

На российском рынке BEIBEN TRUCK представлен широкой линейкой грузовой техники:
- Седельные тягачи с колесной формулой 4х2, 6х4, 6х6;
- Самосвалы с колесной формулой 6х4, 6х6, 8х4;
- Шасси с колесными формулами 6х4, 6х6, 8х4;

В 2024 году в планах BeiBen Truck совместно с дистрибьютором ООО "БейбенТракРус" расширить линейку в сегментах спецтехники, сельхозтехники и карьерной техники.

## Технические характеристики
Автомобили BeiBen Truck оснащаются дизельными двигателями внутреннего сгорания Weichai WP13-500 и трансмиссиями Fuller FAST 12JZSD240. Некоторые автомобили оснащаются трансмиссиями ZF 16S151 и двигателями Deutz с турбонаддувом.